# Nymerkantilism
Nymerkantilism var en benämning, främst polemisk om de nationalekonomiska uppfattningar som i början av 1900-talet förordade ungefär samma former av statsingripande i det ekonomiska livet som den gamla merkantilismen.
Ordets betydelse är svävande, då det främst användes som öknamn på politiska motståndare. En typisk representant var annars Gustav von Schmoller.
Merkantilistiska principer har annars återkommande förekommit i historien. Friedrich List utformade 1840 ett merkantilistiskt system för Tyskland baserat på tullunionen av 1834. Lists idéer kom även att påverka den ryska ekonomiska politiken företrädd av  Sergej Witte under industrialiseringen i slutet av 1800-talet.
USA:s exportpolitik har haft tydligt merkantilistiska drag, liksom den sydamerikanska strukturalismen företrädd av Raúl Prebisch från 1930-talet och framåt. Likaså har merkantilistiska drag varit påtagliga i den japanska ekonomin, vilken i sin tur påverkat den ekonomiska politiken i Kina, Taiwan och Sydkorea. Merkantilistiska strävanden är även tydliga i EU:s ekonomiska politik.